# 뫼니에르

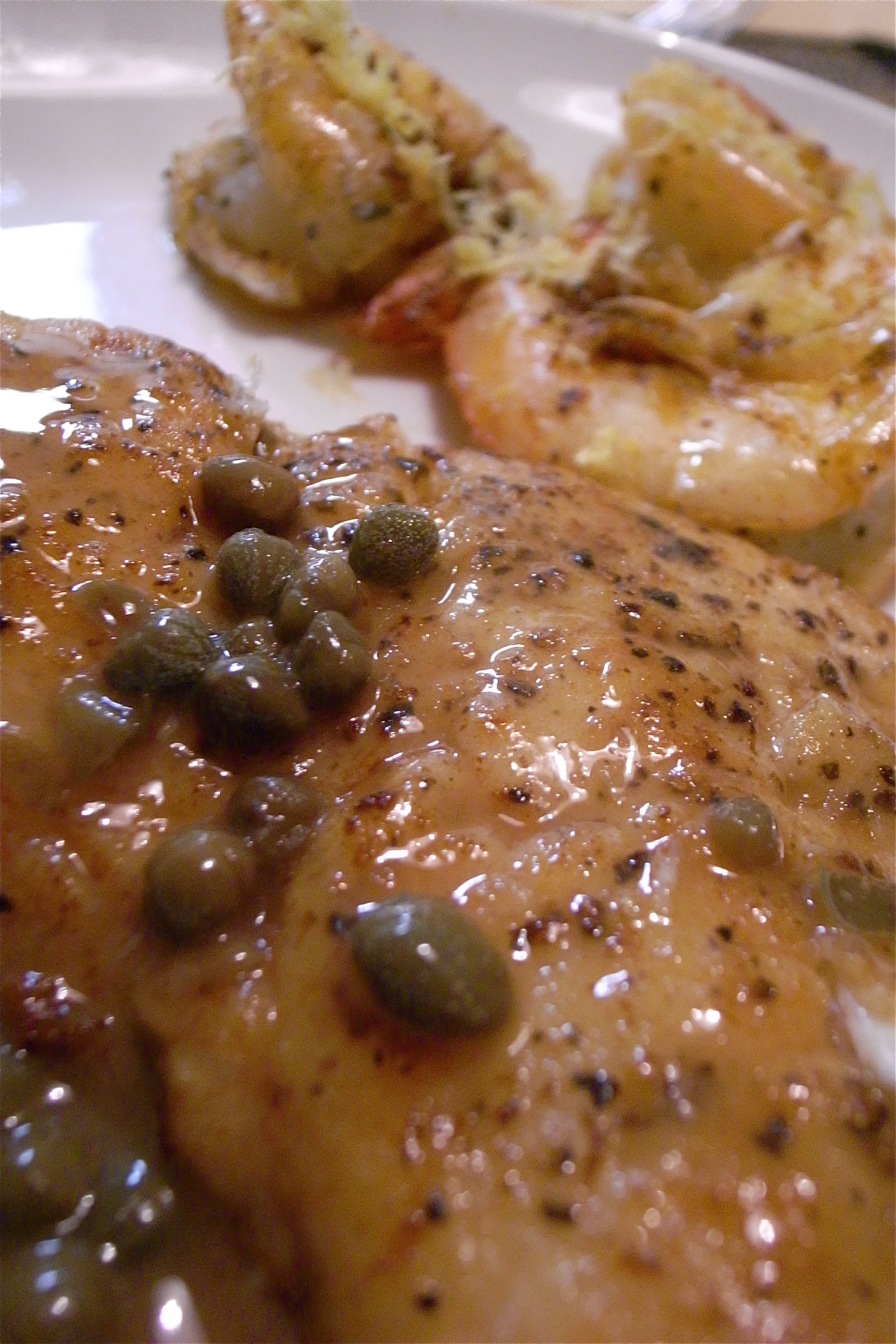
뫼니에르

뫼니에르(Meunière)는 프랑스의 생선 요리이다. 생선을 버터에 굽기 전 밀가루를 살짝 묻혀 맛과 향을 더한다.

## 같이 보기
- 피카타